# NK Hrvatski Leskovac
NK Hrvatski Leskovac je nogometni klub iz naselja Hrvatski Leskovac u Novom Zagrebu. Trenutno se natječu u 1. Zagrebačkoj NL.

## Povijest
Klub je osnovan 1977. godine. U sezoni 2020./21. se natjecao u 1. Zagrebačkoj nogometnoj ligi i završio na posljednjem 17. mjestu.  U sezoni 2021./22. su se natjecali u 2. Zagrebačkoj NL te su sezonu završili na 7. mjestu.